# Kostel svatého Jakuba (Týn nad Vltavou)
Kostel svatého Jakuba Staršího se nachází na náměstí Míru v Týně nad Vltavou v okrese České Budějovice. V roce 1958 byl vyhlášen kulturní památkou.

## Historie a popis
Jde o jednolodní, původně gotický, později barokně přestavěný kostel založený ve druhé polovině 13. století.
V roce 1569 byl kostel zasvěcen sv. Jakubu Většímu, jeho původním patronem však byl sv. Kryštof, ochránce cest a brodů. Roku 1702 byla ke kostelu přistavěna kaple sv. Barbory s podzemní kryptou pro významné městské hodnostáře a o patnáct let později kostel získal také barokní varhany. Zhotovitelem varhan byl varhanář Jan Jiří Hermann.
Ve druhé polovině 17. století byl kostel přestavěn do barokní podoby. Došlo k rozšíření lodi, přístavbě čtyřhranné věže a vytvoření velkolepého západního průčelí, jež bylo vyzdobeno sochami svatých Jakuba, Josefa a Barbory. V místech původního vchodu do kostela vznikla kaple svatého Josefa s další podzemní kryptou. Obě krypty byly zrušeny během vlády Josefa II.
Během přestavby proběhly i významné změny interiéru. Jezuita Ignác Raab vymaloval nové oltáře, sochařská výzdoba oltářů a kazatelna pocházejí z dílny jeho řádového bratra Süsmayera, stejně jako plastiky Marnotratného syna a sv. Máří Magdalény.
Kolem kostela se původně nacházel hřbitov, jenž byl využíván do roku 1771, do první poloviny 19. století pak byly staré hroby i hřbitovní zeď zrušeny. U vchodu na hřbitov stávala socha Panny Marie, která byla později přemístěna před kapli sv. Barbory. Do zachované jižní části hřbitovní zdi bylo vestavěno schodiště s kamennými vázami, na jehož vrcholu jsou po stranách umístěny sochy svatých Aloise a Františka Xaverského s klečícím černochem.

## Zajímavosti
- Od roku 2010 má kostel dva nové zvony nazvané Vltavotýn a svatý Václav. Z původních zůstal po německé konfiskaci zachován pouze zvon Jiří Toušek. Zvony byly poprvé využity na svátek svatého Václava téhož roku.[6]
- Jihovýchodně od kostela stojí budova děkanství s farou ze druhé poloviny 17. století, rovněž památkově chráněné.[7]
- Nad lodí kostela je zachována nízká nástavba s drobnými štěrbinovitými okénky, zřízená nejspíše v 15. století s cílem posílení obranyschopnosti opevněného areálu kostela se hřbitovem.

## Galerie

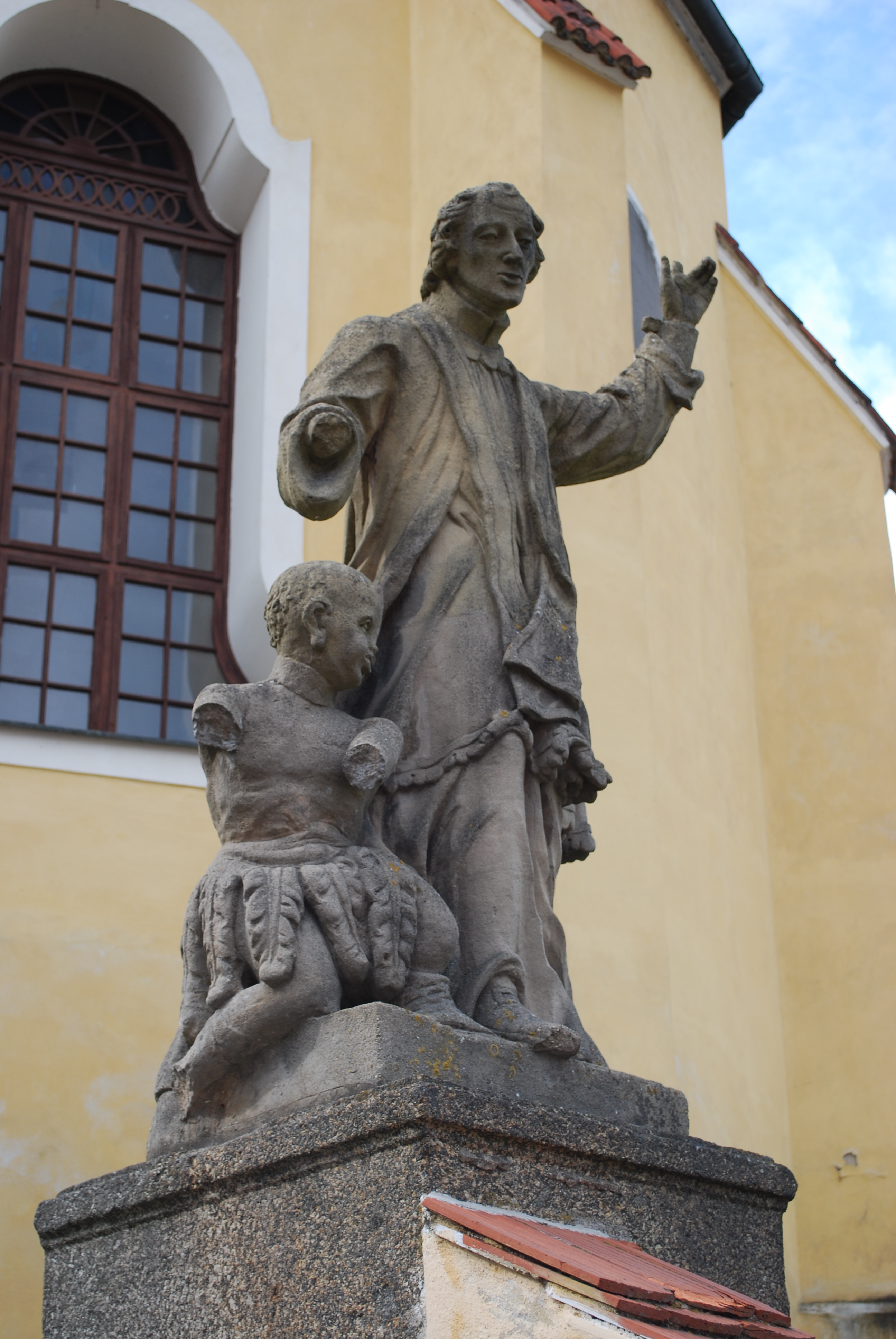
Socha sv. Františka Xaverského
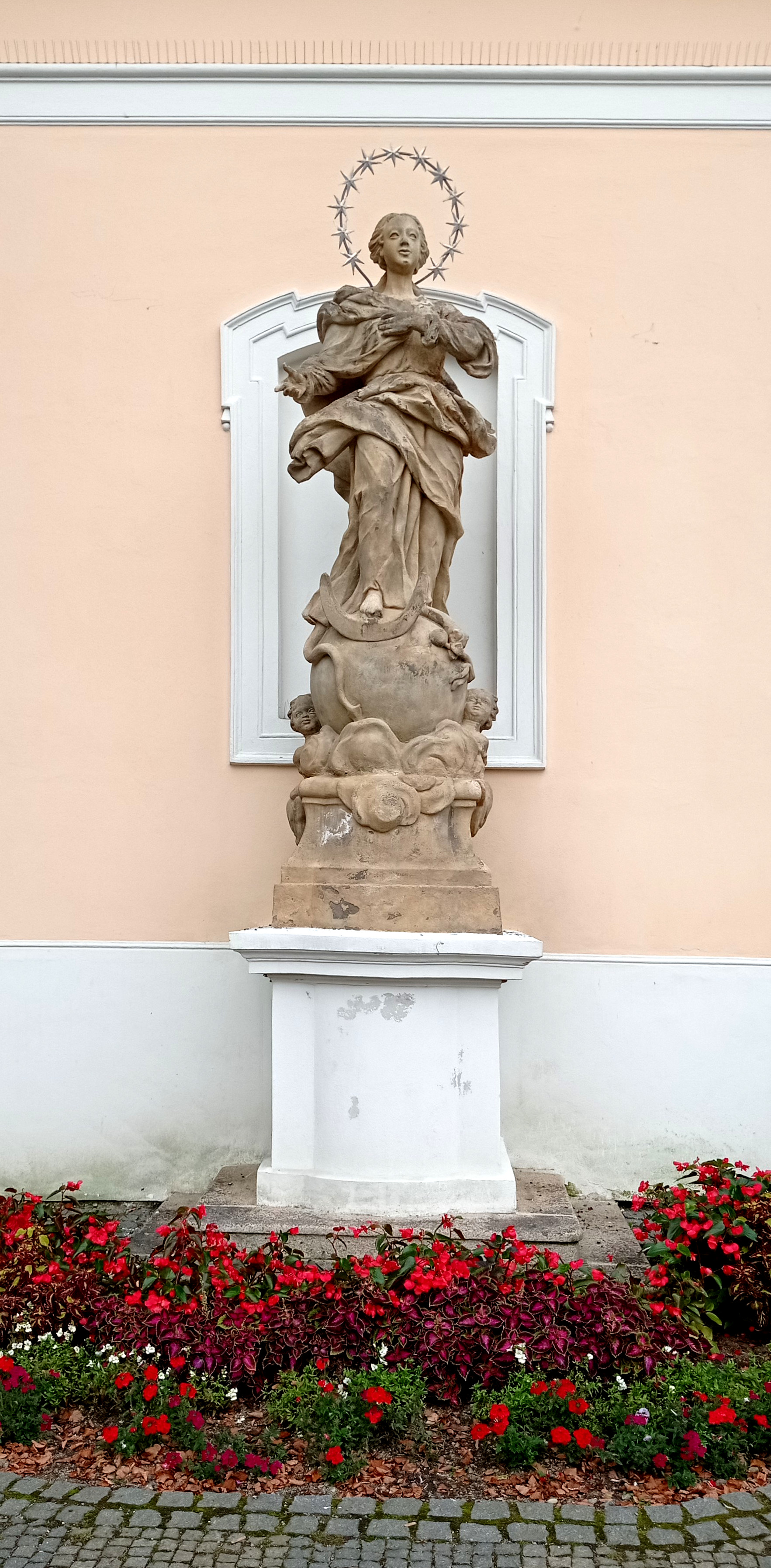
Socha Immaculaty
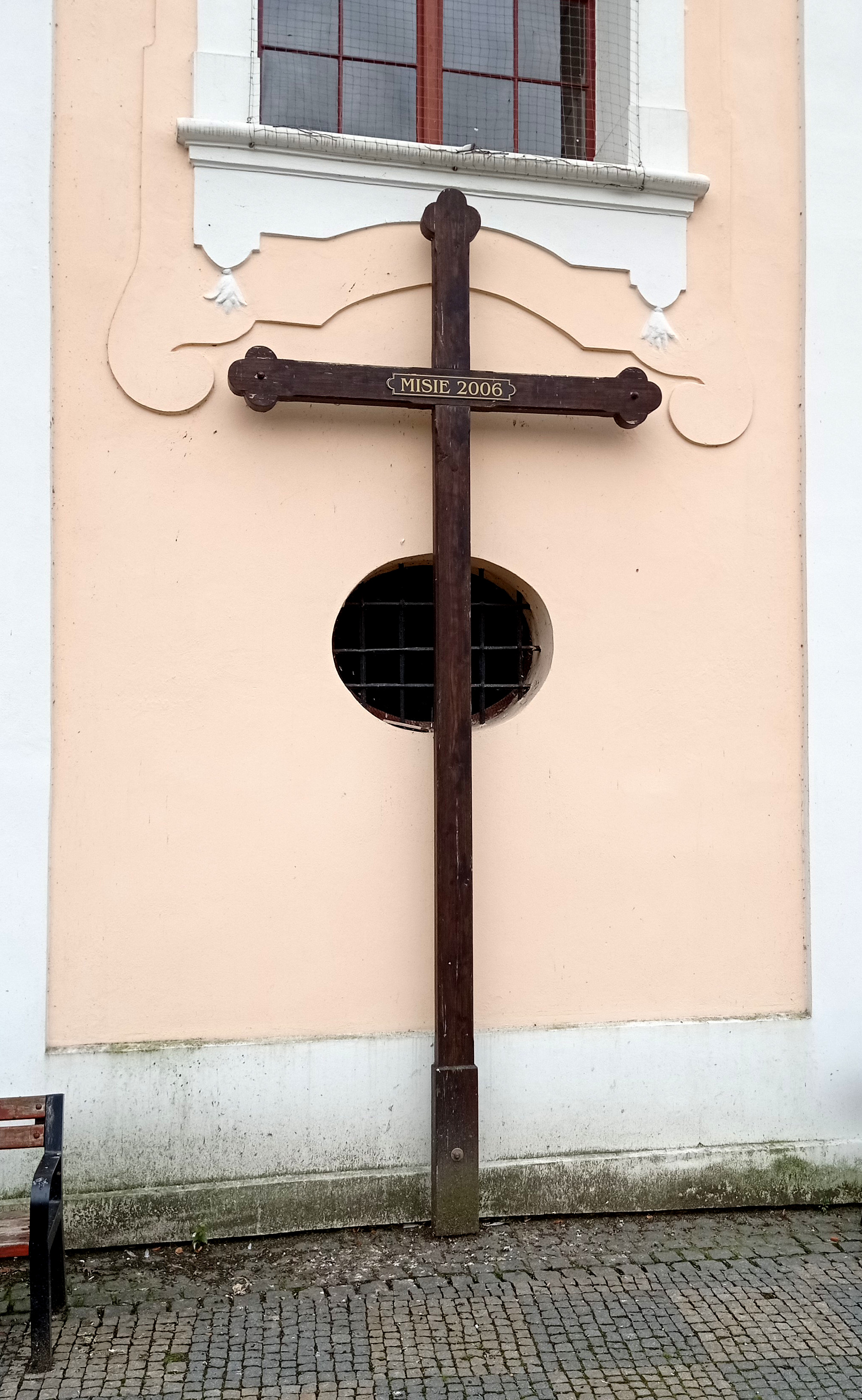
Kříž s datací 2006
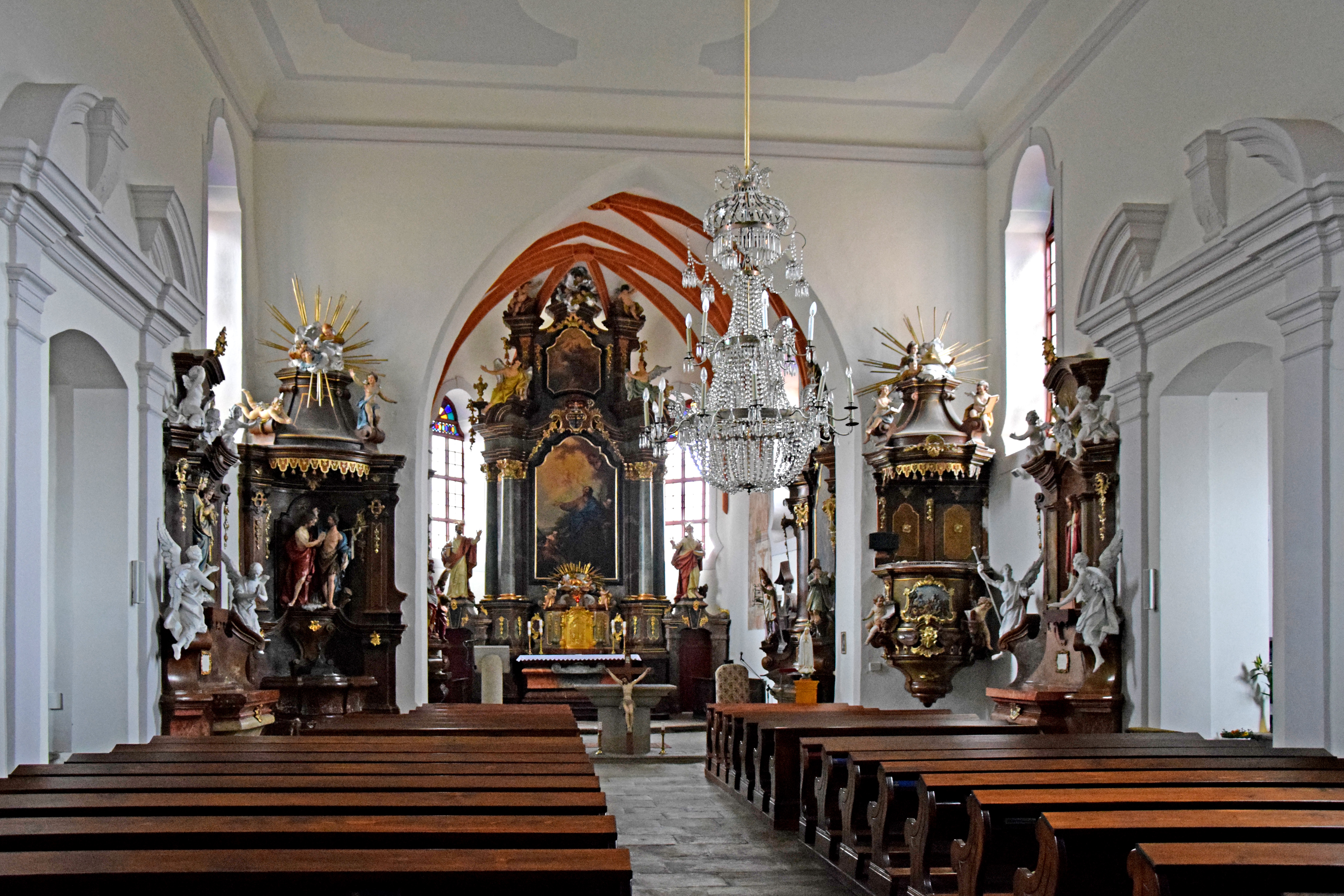
Pohled k hlavnímu oltáři
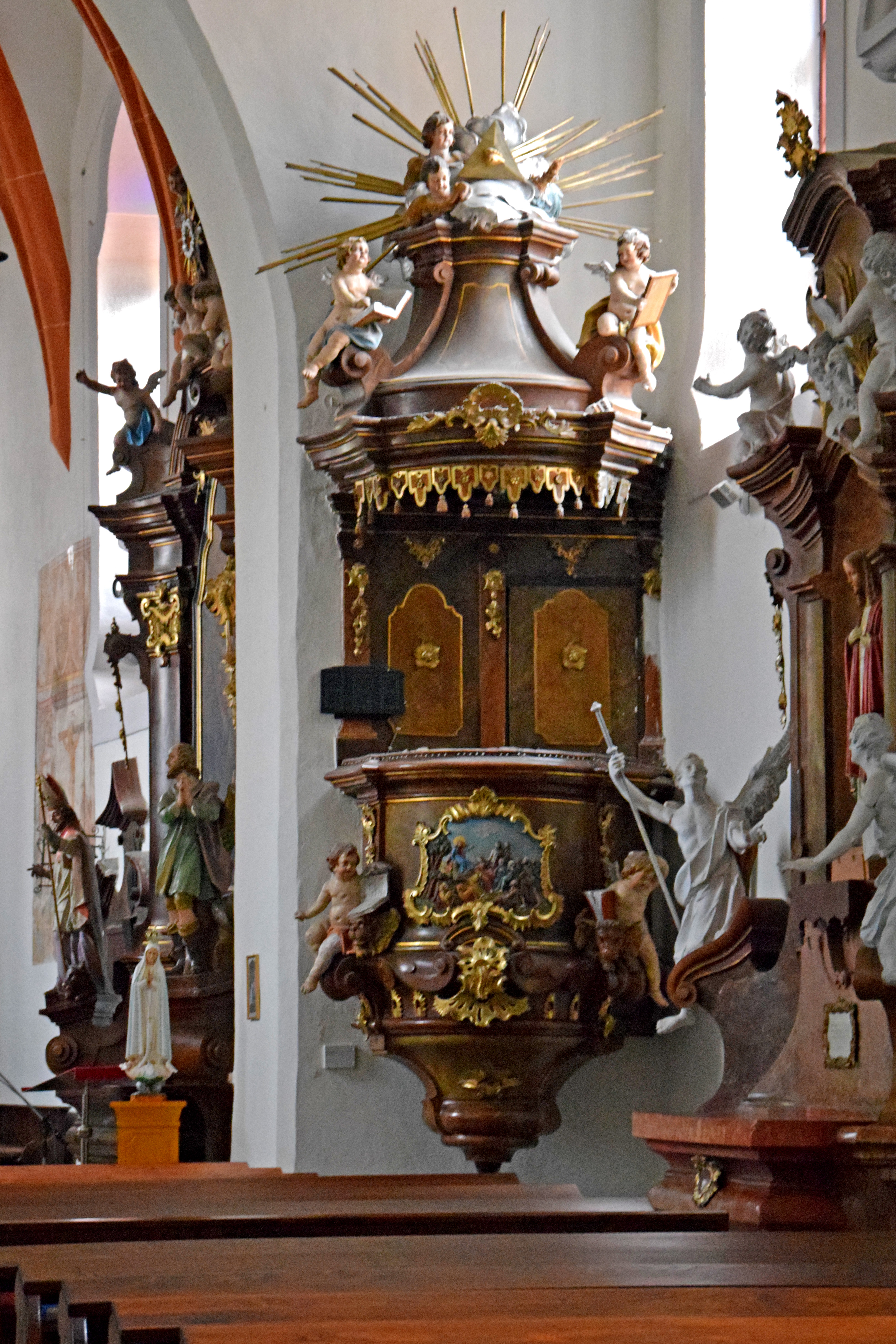
Kazatelna
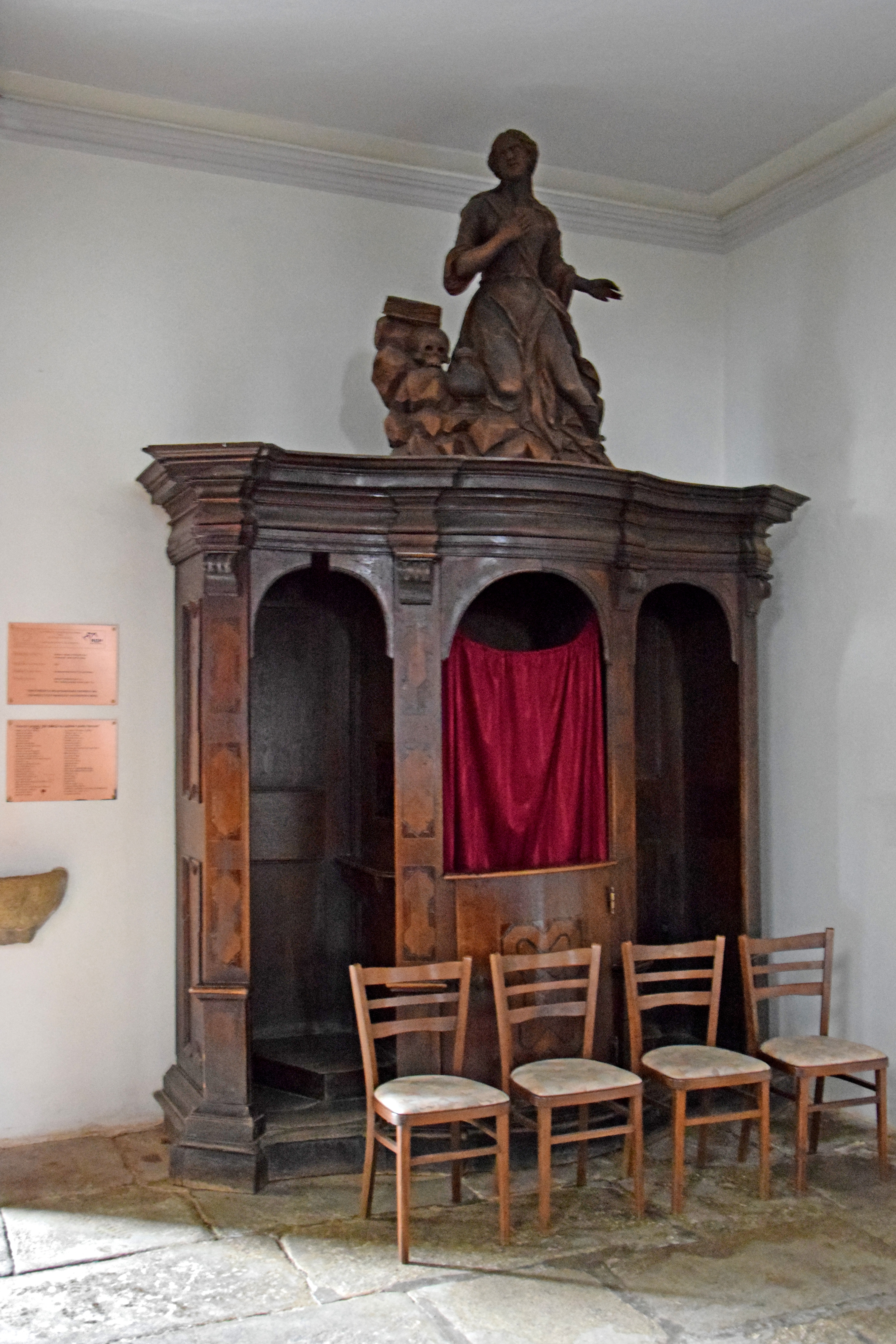
Zpovědnice
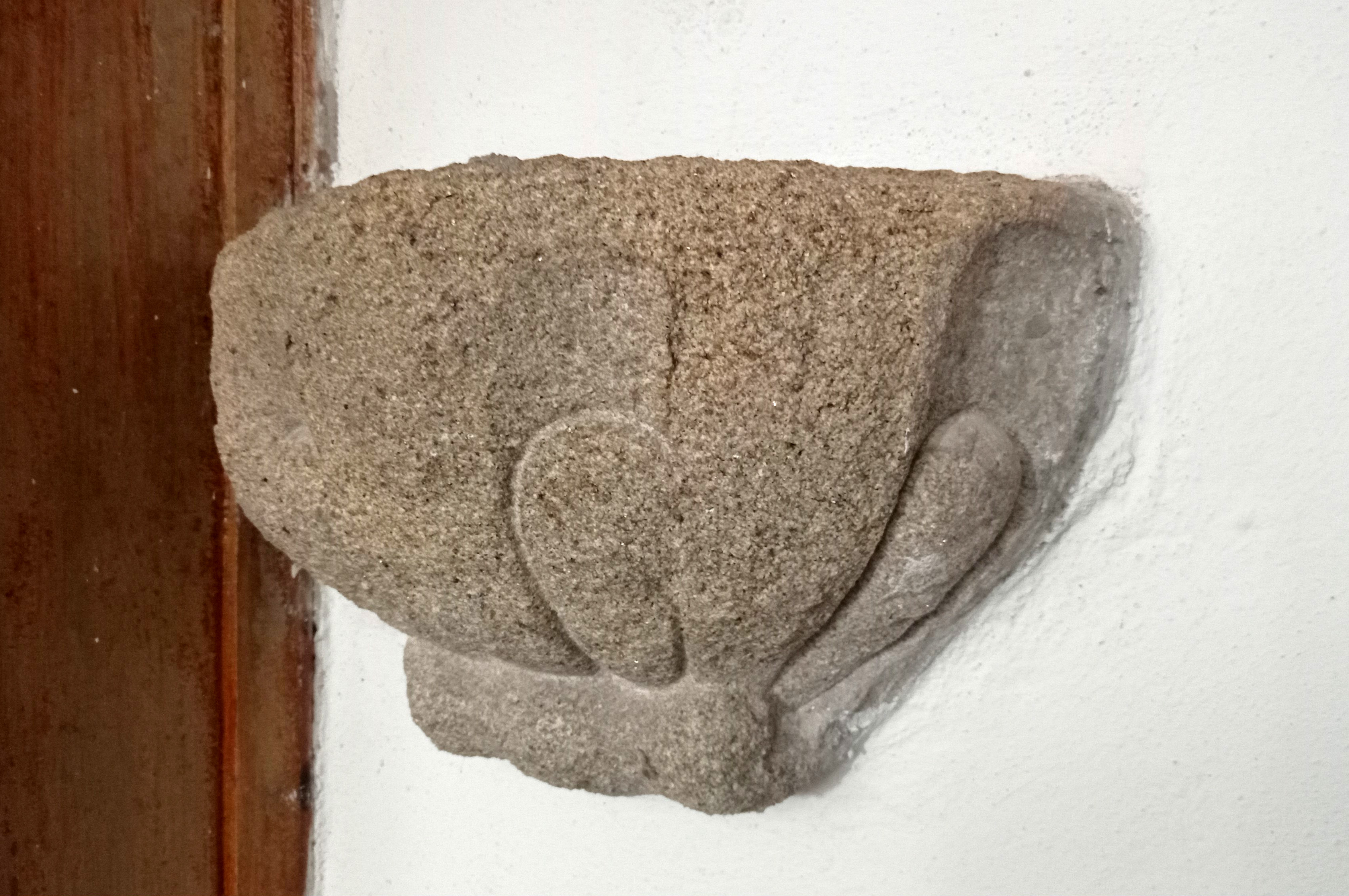
Nádoba na svěcenou vodu
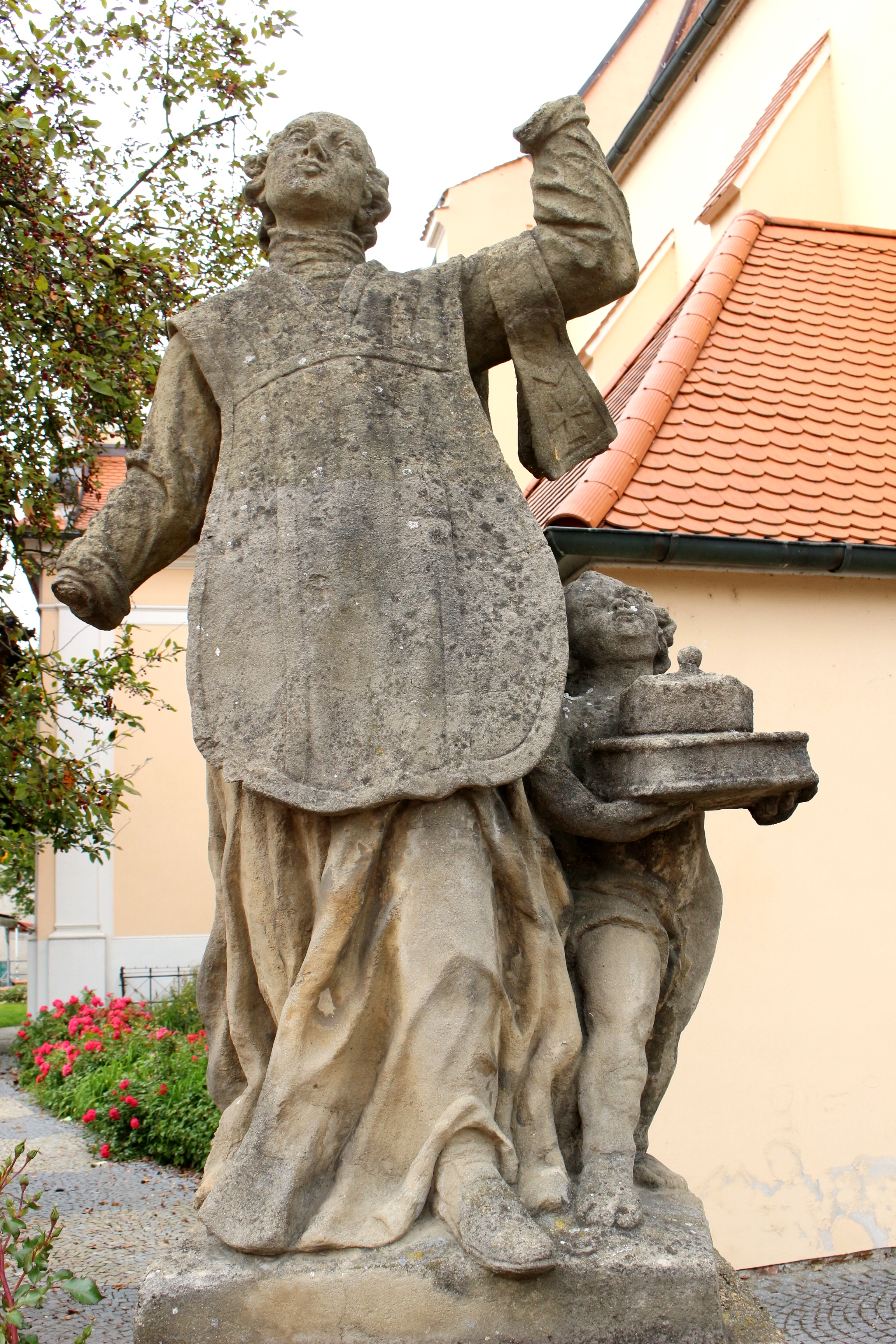
Socha Aloise Gonzagy
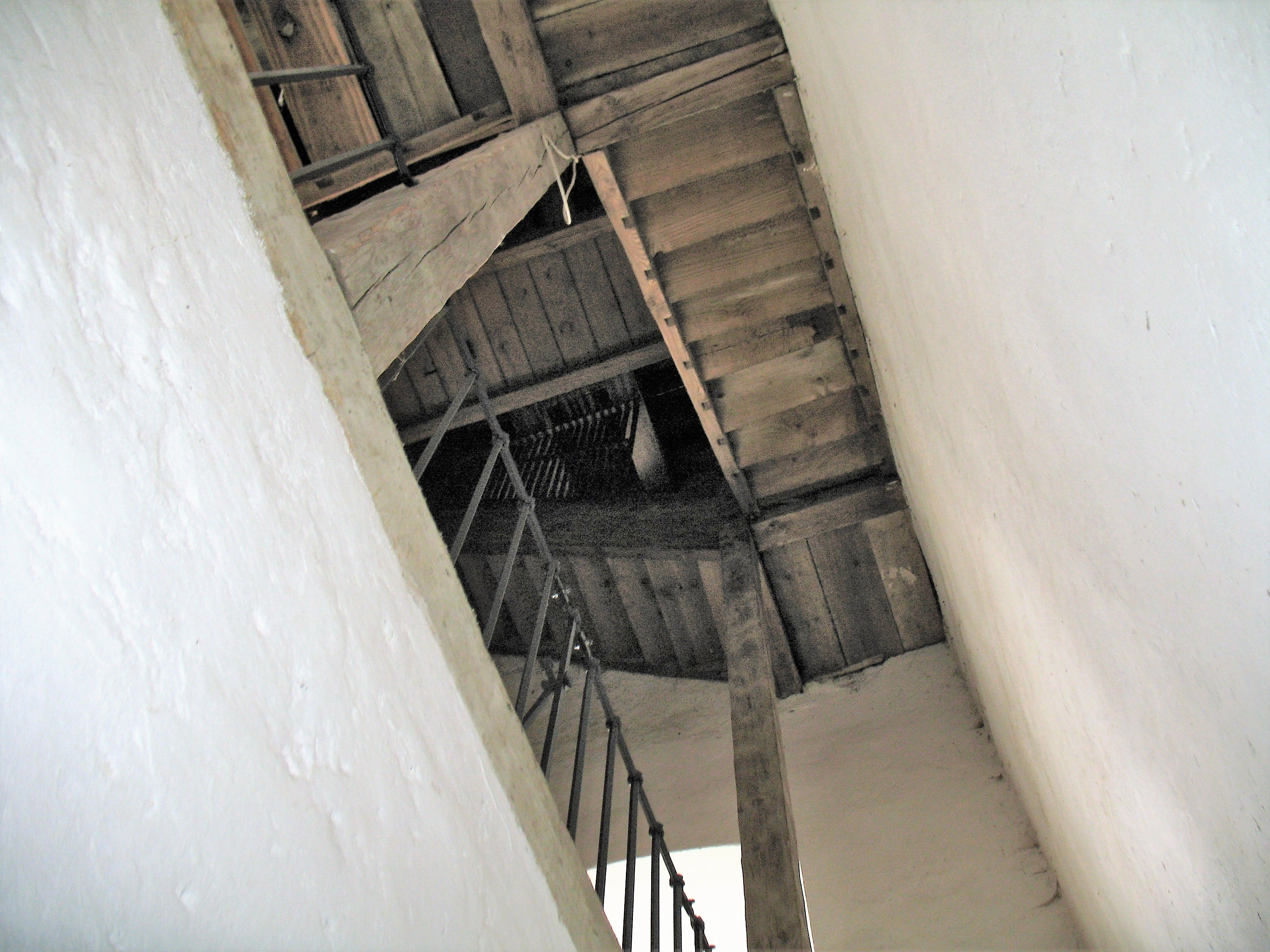
Pohled vzhůru do interiéru věže